# Тимонье, Бартелеми
Бартелеми Тимонье, (фр. Barthélemy Thimonnier, 19 августа 1793, Рона — 5 июля 1857, Амплепуис) - французский изобретатель, который изобрел первую швейную машину, имитирующую действия вручную.

## Ранние годы
Тимонье был старшим из семи детей. 
Он учился в Лионе, а потом пошел работать портным. В 1823 году он поселился в пригороде Сент-Этьен и работал портным там. Тимонье женился на вышивальщице в январе 1822 года.

## Изобретение швейной машины
В 1829 году он изобрел швейную машину и в 1830 году подписал контракт с горным инженером Огюстом Ферраном, который сделал необходимые чертежи и представили заявку на патент. Первая швейная машина была деревянной. Колесо машины вращалось с помощью педали. Машина Тимонье использовала только одну нить и иглу с крючком, которая выполняла тамбурный шов, и делала до 200 стежков в минуту, в то время как обычный портной — всего 30. Патент на его машину был выпущен 17 июля 1830 года на имя обоих мужчин, при поддержке французского правительства. В том же году он открыл (вместе с партнерами) первую автоматизированную швейную мануфактуру в мире. Он должен был производить военную форму.
20 января 1831 года рабочие, в результате этого изобретения опасавшиеся безработицы, сожгли фабрику Тимонье и чуть не убили его самого.

## Поздняя жизнь
Затем Тимонье вернулся в Амплепуис и работал в качестве портного снова, пытаясь совершенствовать свою машину. Он получил новые патенты в 1841, 1845 и 1847 годах для новых моделей швейных машин. Однако, несмотря на то, что они выиграли призы на всемирных выставках, и получили положительные отзывы в прессе, машины не были широко распространены.
Финансовое положение Тимонье оставалось сложным, и он умер в нищете в возрасте 64 лет.